# Jonathan I. Schwartz
 (décembre 2019).
Pour les articles homonymes, voir Jonathan Schwartz.
Jonathan Ian Schwartz, né le 20 octobre 1965, est le cofondateur de Picture of Health. Il était auparavant dirigeant de Sun Microsystems, avant le rachat par Oracle Corporation.
Il a des origines indiennes et écossaises du côté de sa mère, hongroises et russes du côté de son père. 
Diplômé en mathématiques et en économie de l'Université Wesleyenne, il a commencé sa carrière chez McKinsey & Company en 1987. 
Il est devenu CEO de Sun en mai 2006 en remplacement de Scott McNealy. Il a démissionné de son poste le 4 février 2010, devenant ainsi le premier patron du Fortune200 annonçant lui-même sa démission sur Twitter.